# Kelly Massey
Kelly Massey, född den 11 januari 1985 i Coventry, är en brittisk friidrottare.
Hon tog OS-brons på 4 x 400 meter stafett i samband med de olympiska friidrottstävlingarna 2016 i Rio de Janeiro..